# Club Atlético Douglas Haig
Il Club Atlético Douglas Haig, o semplicemente Douglas Haig, è una società calcistica argentina con sede nella città di Pergamino, nella provincia di Buenos Aires. Milita nel Federal A, torneo equivalente alla Primera B Metropolitana, la terza serie del calcio argentino.

## Storia
Il club venne fondato a Pergamino il 18 novembre 1918, una settimana dopo la fine della prima guerra mondiale, da un gruppo di lavoratori della compagnia ferroviaria Ferrocarril Central Argentino, oggi Ferrocarril General Bartolomé Mitre. Il presidente della compagnia, il britannico Ronald Leslie, diede il suo assenso all'istituzione di questo nuovo sodalizio sportivo, ma pose come condizione imprescindibile che la squadra portasse il nome del generale scozzese Sir Douglas Haig.

## Palmarès

### Competizioni nazionali
- Torneo Argentino A: 1

2011-2012
- Torneo Argentino B: 1

2009-2010